# Ryan Dzingel
Ryan Dzingel (né le 9 mars 1992 à Wheaton dans l'État d'Illinois aux États-Unis) est un joueur professionnel américain de hockey sur glace. Il évolue au poste d'attaquant.

## Biographie
Après avoir joué pour les Stars de Lincoln dans l'USHL, il est repêché par les Sénateurs d'Ottawa au septième tour, 204e rang au total, par les Sénateurs d'Ottawa lors du repêchage d'entrée dans la LNH 2011. Il décide par la suite d'entreprendre des études universitaires à Ohio State et joue pour l'équipe des Buckeyes. 
Lors de la saison 2013-2014, après avoir réalisé 46 points, dont 22 buts, 37 parties, il fait partie des joueurs en lice pour l'obtention du trophée Hobey Baker remis au meilleur joueur de hockey sur glace de la NCAA, honneur qui sera finalement remis à Johnny Gaudreau, joueur de Boston College. Vers la fin de cette saison, il commence sa carrière professionnelle avec le club-école des Sénateurs dans la LAH, les Senators de Binghamton.
Il joue ses premières parties dans la LNH en 2015-2016 avec les Sénateurs et joue 30 parties, tout en jouant majoritairement dans la LAH avec Binghamton. La saison suivante, il joue sa première saison complète dans la LNH et ne manque qu'un seul match en saison régulière avec Ottawa.
Le 23 février 2019, il est échangé aux Blue Jackets de Columbus avec un choix de 7e ronde en 2019 en retour de Anthony Duclair et de deux choix de 2e tour en 2020 et 2021.
Il est échangé avec Ilia Lioubouchkine aux Maple Leafs de Toronto en retour de Nick Ritchie et un choix de repêchage le 20 février 2022. Soumis au ballotage, il est réclamé par les Sharks de San José le lendemain.

## Statistiques
| Saison     | Équipe                    | Ligue      |     | Saison régulière | Saison régulière | Saison régulière | Saison régulière | Saison régulière |   | Séries éliminatoires | Séries éliminatoires | Séries éliminatoires | Séries éliminatoires | Séries éliminatoires |
| Saison     | Équipe                    | Ligue      | PJ  | B                | A                | Pts              | Pun              | PJ               | B | A                    | Pts                  | Pun                  |                      |                      |
| 2009-2010  | Stars de Lincoln          | USHL       | 36  | 11               | 15               | 26               | 38               | -                | - | -                    | -                    | -                    |                      |                      |
| 2010-2011  | Stars de Lincoln          | USHL       | 54  | 23               | 44               | 67               | 8                | 2                | 1 | 0                    | 1                    | 2                    |                      |                      |
| 2011-2012  | Université d'Ohio State   | CCHA       | 33  | 7                | 17               | 24               | 32               | -                | - | -                    | -                    | -                    |                      |                      |
| 2012-2013  | Université d'Ohio State   | CCHA       | 40  | 16               | 22               | 38               | 22               | -                | - | -                    | -                    | -                    |                      |                      |
| 2013-2014  | Université d'Ohio State   | Big-10     | 37  | 22               | 24               | 46               | 34               | -                | - | -                    | -                    | -                    |                      |                      |
| 2013-2014  | Senators de Binghamton    | LAH        | 9   | 2                | 5                | 7                | 9                | 1                | 0 | 0                    | 0                    | 0                    |                      |                      |
| 2014-2015  | Senators de Binghamton    | LAH        | 66  | 17               | 17               | 34               | 50               | -                | - | -                    | -                    | -                    |                      |                      |
| 2015-2016  | Senators de Binghamton    | LAH        | 44  | 12               | 24               | 36               | 22               | -                | - | -                    | -                    | -                    |                      |                      |
| 2015-2016  | Sénateurs d'Ottawa        | LNH        | 30  | 3                | 6                | 9                | 11               | -                | - | -                    | -                    | -                    |                      |                      |
| 2016-2017  | Sénateurs d'Ottawa        | LNH        | 81  | 14               | 18               | 32               | 30               | 15               | 2 | 1                    | 3                    | 4                    |                      |                      |
| 2017-2018  | Sénateurs d'Ottawa        | LNH        | 79  | 23               | 18               | 41               | 35               | -                | - | -                    | -                    | -                    |                      |                      |
| 2018-2019  | Sénateurs d'Ottawa        | LNH        | 57  | 22               | 22               | 44               | 29               | -                | - | -                    | -                    | -                    |                      |                      |
| 2018-2019  | Blue Jackets de Columbus  | LNH        | 21  | 4                | 8                | 12               | 0                | 9                | 1 | 0                    | 1                    | 2                    |                      |                      |
| 2019-2020  | Hurricanes de la Caroline | LNH        | 64  | 8                | 21               | 29               | 30               | 4                | 0 | 0                    | 0                    | 2                    |                      |                      |
| 2020-2021  | Hurricanes de la Caroline | LNH        | 11  | 2                | 2                | 4                | 2                | -                | - | -                    | -                    | -                    |                      |                      |
| 2020-2021  | Sénateurs d'Ottawa        | LNH        | 29  | 6                | 3                | 9                | 19               | -                | - | -                    | -                    | -                    |                      |                      |
| 2021-2022  | Coyotes de l'Arizona      | LNH        | 26  | 4                | 3                | 7                | 35               | -                | - | -                    | -                    | -                    |                      |                      |
| 2021-2022  | Sharks de San José        | LNH        | 6   | 1                | 0                | 1                | 0                | -                | - | -                    | -                    | -                    |                      |                      |
| 2022-2023  | Wolves de Chicago         | LAH        | 22  | 2                | 9                | 11               | 12               | -                | - | -                    | -                    | -                    |                      |                      |
| Totaux LNH | Totaux LNH                | Totaux LNH | 404 | 87               | 101              | 188              | 191              | 28               | 3 | 1                    | 4                    | 8                    |                      |                      |

## Trophées et honneurs personnels
- 2010-2011 : participe au Match des étoiles de l'USHL
- 2013-2014 :
  - nommé dans la première équipe d'étoiles de Big-10
  - nommé dans la première équipe d'étoiles de la région ouest de la NCAA
  - finaliste pour le trophée Hobey-Baker du meilleur joueur de hockey de la NCAA